# GUNPLA
高达模型（英語：Gundam Plastic models），又称钢普拉（英語：Gunpla）指的是由万代出品，將高達系列作品中登場的兵器如MS、MA、宇宙船艦等模型化的系列塑膠模型。

## 名稱
GUNDAM系列的塑膠模型之英文為GUNdam PLAstic Model。日本將塑膠模型稱做pla-model（プラモデル），簡稱便成了GUNPLA®（ガンプラ®）。GUNPLA®已經是授權的商標，故6個英文字母必須全部大寫。GUNPLA的製造、販售及作品開發為BANDAI的HOBBY事業部所負責，但「GUNPLA®」則是創通的註冊商標。
自2018年4月1日起，鋼彈系列相關的一切版權包含了GUNPLA一詞及相關產品，已全數轉移至萬代新成立的100%出資子公司“BANDAI SPIRITS”的所屬業務，這同時也充分敘述了GUNPLA對於日本國內塑膠模型製造業界的巨大衝擊以及業界龍頭的地位。並且將母公司商標更改基本配色後，以新包裝型態呈現在市場中。

## 歷史
1979年《機動戰士GUNDAM》首次播放時，相關的玩具只有傳統的合金玩具，然而因為動畫的乏人問津，模型商品在當時是沒有什麼關注度的。起初的GUNPLA和同時期以小孩子為主要客層的所有機器人模型中並沒有特別的突出。
直到1981年2月，鋼彈模型突然開始爆炸性的熱賣是因為動畫的重播，以及1980年10月時有了機動戰士鋼彈電影版的製作發表情報，才開始了GUNPLA並逐漸存在於小朋友的靈魂中。
1980年7月，萬代在初代GUNDAM播出之後推出首個1/144比例RX-78-2 GUNDAM。自從模型師於Hobby Japan雜誌的副刊中刊載「How To Build Gundam」一專欄後，緊接著1981年3月劇場版第一部上映，GUNPLA隨即在中、小學生中揭起熱潮。
1981年，同年10月由講談社創刊的漫畫雜誌－COMIC BonBon「コミックボンボン」於雜誌前面也刊登了GUNDAM模型，因此加速了熱潮；由小學館發行，非相關領域的雜誌《Televi Kun「てれびくん」》也刊載了一陣子的GUNPLA，也因此證明了GUNPLA在當時已有相當的熱門度。
當時的1/144比例的GUNPLA售價在300圓左右，和一般的機器人模型相比，對於少年來說是相當容易入手的價格，因此造成搶購熱潮，使得當時缺貨的小賣店不停的增加。直到1982年在千葉縣的大榮(Daiei)新松戶店發生了250名左右的中、小學生在電扶梯上因搶購而擁擠推擠後發生事故，此時大眾才領悟到GUNPLA已經造成社會現象。之後便乘著這股熱潮，GUNPLA也推出了新系列－未在本篇劇情中登場的兵器系列Mobile Suit Variation：MSV。
這股GUNPLA熱朝一直持續至今日，第一彈商品的1/144GUNDAM在發售10年內總共售出了600萬個。而第2彈1/144的MS-06S也在10年內售出了300萬個。俗稱「敵對角色」的敵對機體能達到這樣的銷售額，已經是史無前例。
截至2018年，高达系列继续制作、翻拍、跨媒体制作，高达模型保持了强劲的人气。 为了应对这种热度，2017年8月19日，高达主题设施“高达基地”在日本潜水城东京广场建成，受到高达粉丝的好评。
而到2019年5月為止，GUNPLA包含在海外所出貨的商品總數目，已經達到5億個。當年所發行的舊版模如今依然會再生產，而日本將GUNPLA熱潮稱為「GUNPLA BOOM」（「ガンプラブーム」）。
此外，GUNPLA的生產特色為「基本上不絕版」。除了部分特定因故停產、限定生產之模組，當年早期開發的模組至今仍能由一般管道以正常定價購得，實屬同業界中一大行銷革命。

## 分類
現今，GUNPLA製品基本擁有 FG、EG、RG、HG、MG、RE/100、PG等主要系列。
比例方面大致可分為:
- 1/144 ～ 約12.5公分（FG、EG、HG、TV、RG）
- 1/100 ～ 約18公分（MG、TV、HG、RE、HiRM、MGEX）
- 1/60 ～ 約30公分（PG、TV、HG）
- 1/48 ～ 約30多公分

GUNPLA一詞原先狹義代表為泛指組裝式塑膠鋼彈系列模型。但由於HCM-pro(
High complete model progressive) 系列的誕生，促成了此名詞不再單獨侷限於單一模式。不過此處仍以通常的組合式塑膠模型進行說明。

### 早期階段
一般的塑膠模型是須要專用接著劑將零件組合而成，並利用專門漆料上色，但是GUNPLA於1988年開始跳脫此模式。
1990年後半之前推出的模型即為早期。分別方式在於還未出現固定分級的系列為區分。早期模型的設計特點在於普遍使用單色成形，需要自行塗裝。可動性部分以現代技術而言實屬未經開發。而早期模一般俗稱為「舊模」。
起初的免接著劑模子，是以螺絲來代替接著劑，再研發出免上膠卡榫。
免上色模始自1983年，當年其開發團隊於靜岡HOBBY SHOW發表了「多色成形技術」，並在業界造成話題。
其技術俗稱為「IROPURA」（いろプラ），並於同年10月發售紀念此技術開發完成的1/250比例商品，共4款（已絕版）。

### 作品系列別
早期的作品系列不屬於任一版本的模子，因此即是以作品系列來分別，而不是用開模型式來分別。例如GUNDAM SENTINEL、GUNDAM F90、SILHOUETTE FORMULA 91等。而OVA版的開模比例也較為固定，並未有特殊比例的模型。

### HG (High Grade)
GUNPLA 10周年紀念企畫。1990年3月，為了紀念GUNPLA發售10周年，於是集結了當時最先進的制模技術（Up to Date），而誕生了High Grade系列。
當時擔任造型設定者為知名的大河原邦男氏。並限定比例為1/144。HG劃時代地使用了連動球型關節、免上膠卡榫、多色成型技術，以及可變式系統，令模型外觀和可動性都大大改善。
當時所HG化的機體為GUNDAM、GUNDAM MK-2、Z GUNDAM、ZZ GUNDAM這4機，價格帶居於1000～1500圓之間。之後由於開模的特殊金型劣化的因素，於2001年5月HGUC版本的RX-78-2 GUNDAM發售之後，HG版本的GUNDAM便正式宣告停產，而被HGUC的版本代替。因此HG版GUNDAM模型已成為GUNPLA史上第一架，也是目前唯一一個正式絕版的模組。
另外，自機動武鬥傳G GUNDAM起的電視動畫，所發售的1/144模型也被冠以HG。

#### HGUC (High Grade Universal Century)
顧名思義，此系列只限定於宇宙世紀中出現的MS，此系列亦繼承了HG之組合步驟、塗裝範圍減少的特色。價格方面，由於開模技術的成長，較之前的1/144來得高價但整體品質卻比HG略高，且有部分機體擁有了簡單的內構。而近年隨著技術的日趨成熟，但部分新開模的商品，例如GUNDAM試作2號機Physalis、
鋼彈TR-1[Hazel]在內部構成、可動性等方面都有相當出色的結構。
HGUC的特點在於重視收藏性，因此機體設定者以角木肇氏來擔當，並將比例統一為1/144，一般價格在1000～1800日圓。但是擁有特別設定，使得價格跳脫此範圍的機體亦不乏存在。
- 28厘米的 （页面存档备份，存于）的定價為5250圓。
- 從兩肩計起，最大高度86cm的新吉翁克之含稅定價為27000圓，是目前為止尺寸最大的GUNPLA。
- 全長達到1公尺長之GUNDAM試作3號機Dendrobium之含稅定價為29400圓，同時也是目前為止HGUC系列中售價最高之GUNPLA。
- 全高21厘米、全長40厘米之MSN-04II 夜鶯，含稅定價為7700圓。

#### HG MECHANICS
如果1/144或是1/100的比例仍是相當巨大的機體，即將之1/550比例商品化的系列。
2001至2002年間，此系列總共推出3款機體，分別為：GUNDAM試作3號機Dendrobium、Neue Ziel、VAL-WALO。

#### SEED HG
HG系列的分支，專門推出C.E.紀元中的機體。

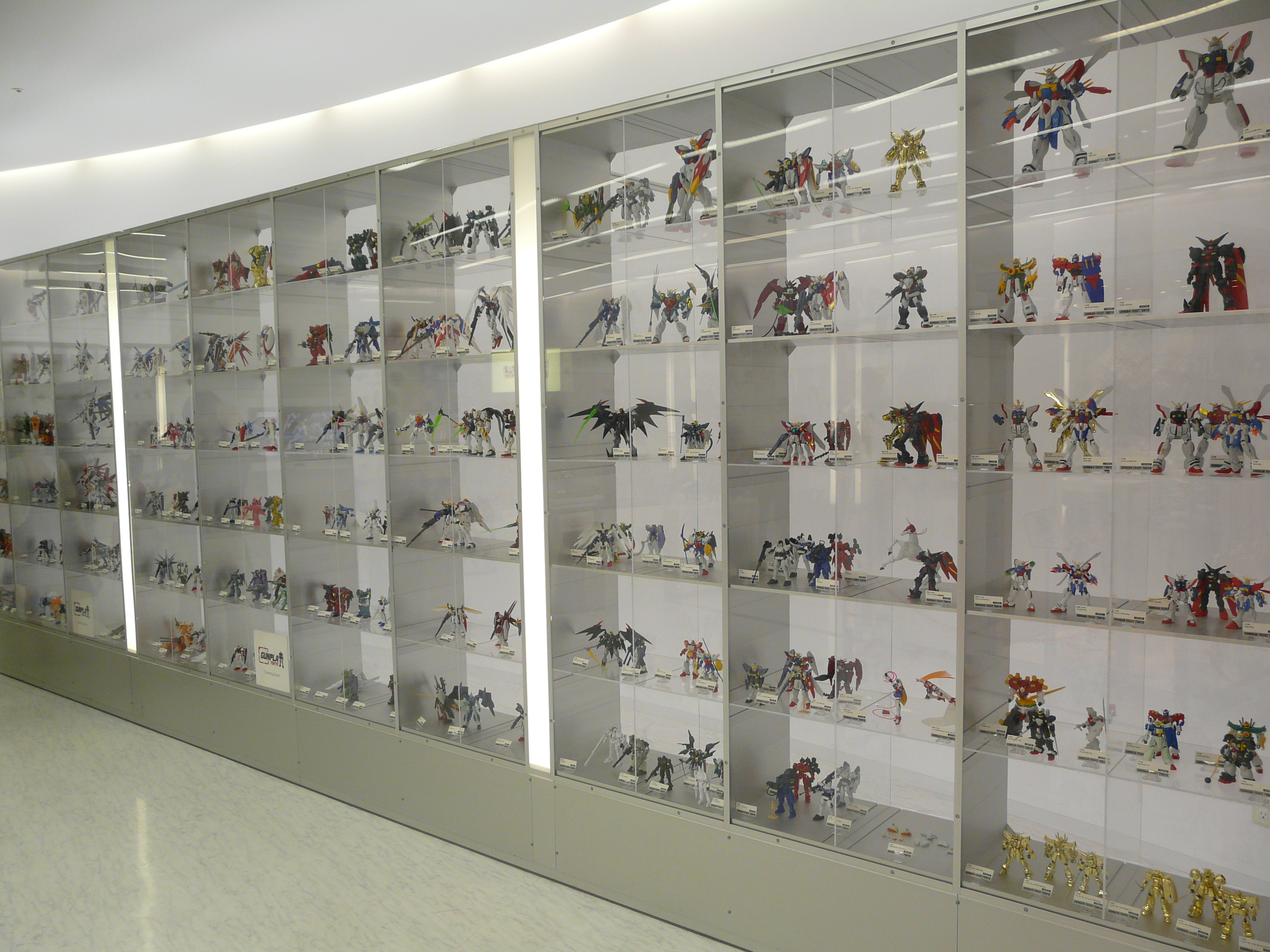
DiverCity Tokyo Plaza內展示的一面高達牆

由於HG系列即代表著高價位的1/144系列，因此和低價的系列（COLLECTION SERIES）相較，可動部分也隨之增加，並包含了變形機構。
而此系列包含了所有GUNDAM SEED系列作，因此商品數目達到58種之多，和HCUC並列為人氣系列之一。但有此一說為此系列是近年來BANDAI新技術的測試品。
SEED HG系列的一般價格在1000～1600圓，但例如編號38及40號的「曉」，由於採用電鍍成色，則為2400圓。

#### HG GUNDAM OO
《機動戰士GUNDAM00》除了FG外，亦有發售1/144的HG、1/100的MG 和二款1/60系列（Exia、七劍型鋼彈00）。HG系列的一般價格在1000～3000日圓之間，也有一些例外，比如GN ARMS + Exia的模型，售價為5500日圓。
2009年7月發售了00系列的第一款MG - Exia。

### MG (Master Grade)
GUNPLA 15周年紀念企劃。1995年夏，知名雜誌Hobby Japan以及知名職業模型師MAX渡邊。當時配合著「製作究極的GUNPLA吧」為口號（直到PG出現並取代），但是自始至今令所有GUNDAM愛好者為之瘋狂。
MG最初的發展理念是：以1/100的比例，配合著最新技術，同時追求著高度的可動範圍及擁有帥氣的POSE，初學者亦能簡單上手，不需施以任何塗裝即能擁有相當高的完成度。也因此MG系列曾被評為「最容易製作的GUNDAM模型」。
MG的最大特色就是，使用相同的部分零件，使用於不同的機體上面，以達成機體相連性的目的，亦或開發出不同的機體。最佳的例子即是當時尚未在任何映像作品中出現的機體－RGM-79Q（GM QUEL），其零件流用自 RGM-79N 及 RX-78 NT1；以及MG發售初期的所有 MS-06 ZAKU 系列均有同樣的零組件。
此外，MG化的機體也非常的多元，不只僅限於Gundam部分，其他系列的機體也有受到MG化；不只是擁有高度人氣的機體，相對的擁有高度設定的機體及名機體也都在MG化的計畫範圍之中。
隨著開模技術的進步，MG的組件完成度也跟著提升，同樣一架機體亦不排斥重新開模。最顯著的例子即為RX-78，至目前為止已開出Ver1.0、Ver1.5、Ver.Ka、PERFECT Gundam未裝甲版、Ver.OYW（One Year War）、Ver.2.0、Ver.3.0，Origin,一共8種模子。
MG第100號∀ Gundam，亦為史上第一個擁有人類以外（牛）附屬佩件的GUNPLA。

#### MGEX（Master Grade Extreme）
GUNPLA誕生40周年紀念企劃。2020年7月2日，官方經由網路發表之新系列。為MG系列的延伸。
第一款作品為UNICORN GUNDAM Ver.Ka，標榜著採用新材料LED軟燈片作為此機體發光材，同時運用現今技術以及將機體可能性展現到最大極限，不含稅定價為23000日圓。
第二款作品為攻擊自由鋼彈，標榜通過3種特殊加工工藝、2種金屬質感成型色，以及蝕刻片、貼紙...等6種形式，展現出內部骨架的金屬質感，不含税定價14000日元。

#### MGSD（Master Grade SD）
以SD鋼彈的軀體（外形）集MG技術之大成。內部骨架除了具備諸多可動機構之外，還有一部分採用擬真金屬光澤質感射出成形零件來呈現，使得細部結構呈現更多資訊量。部分透明零件引進了能反射出閃耀光芒的技術，經由精密形狀加工提高反射光線效率。

### PG (Perfect Grade)
GUNPLA誕生20周年企劃。1998年底，配合著GUNDAM20周年的「Gundam BIGBANG PROJECT」，PG GUNDAM因此誕生。
事實上，PG系列第一彈為1997年12月12日發售的「EVANGELION初號機」。而早在1998年夏，PG版的GUNPLA即已傳出風聲。在98年11月號的《月刊Hobby Japan》裡即刊載了試做品的所有機密。
1998年底PG GUNPLA的發售，其實是很突然的。因為在正式發售之前，日本國內幾乎所有的情報誌，以及已經配發出給小賣店做為宣傳的立體海報上所顯示的PG GUNPLA，和正式發售的版本是略有不同的。這或許正是說明了其改版倉促。
PG系列的設計跳脫出原先映像作品的設計，率先以現實的角度來設計出GUNPLA模型。而PG所要求的目標，不止是「究極的GUNDAM模型」取代了MASTER GRADE，更以「究極的塑膠組合模型」為口號。並將比例設定在1:60。
PG對象年齡在15歲之上，定價為12000圓以上。雖然有著精密的設計及使用LED燈泡等金屬零件，但是仔細的組合說明書可是能讓模型初學者也能組裝。而零組件數目之多，GUNDAM擁有超過500個零組件、Z GUNDAM超過900個、GUNDAM試作1號機更是超過1200個，Strike Gundam，強調裝甲連動構造（例如屈膝、舉高手腕時，外層裝甲移開，露出內部骨架），此嶄新構造大受歡迎，其後更被模型愛好者稱作裂甲構造也就是俗稱的“裂甲”在2014年年底推出的RX-0 獨角獸鋼彈在2014更突破了模型LED的設計，全身有32處可以發光目前最高技術。

#### PGU (PG Unleashed)
GUNPLA誕生40周年紀念企劃。為PG系列的延伸。
目前發表之第一款新作為RX-78-2 GUNDAM，採用更為繁多的展開機構、金屬蝕刻片、塑膠貼紙等技術，意圖製造出究極的GUNPLA。

### FG (First Grade)
1999年，為紀念GUNDAM誕生20周年，而產生此版本。此版本模型承襲了當時1:144比例的單色成形及價格（300圓），但是外形設計參考了PERFECT GRADE系列，達成低價位卻不失品質的高級模型。
此系列的構造簡單，組合簡便，但並沒有四足的可動關節。其客源也包含了低年齡層及模型初學者；但此模亦為受到專業模型師用來施以大型改造的優秀模子。
2007年10月，新作品《機動戰士GUNDAM00》所登場之4架主要機體亦被FG化後上市。而這批的FG GUNPLA的可動關節有所增加，連肘、膝部關節也可活動。

### RG (Real Grade)
GUNPLA誕生30周年紀念企劃。BANDAI除了推出MG透明部件的特別版外，還在2010年7月24日推出Real Grade的GUNPLA。比例为1/144，价格在2500日元左右。造型標榜「基於現實世界科技標準，重新詮釋機動戰士外觀結構」、實現令1/144高度，仍能擁有MG「骨架+外裝甲」設計、以及PG裝甲連動結構（俗稱「裂甲」）、甚至無需替換零件，仍能重現變形、合體的「完全變形」效果。自EVA初號機上市以後，系列已不限於鋼彈系列作品出場的機動戰士。
| 編號 | 機體名稱                                   | 發售日期       |
| ---- | ------------------------------------------ | -------------- |
| 01   | RX-78-2                                    | 2010年7月24日  |
| 02   | MS-06S 夏亞專用薩克                        | 2010年11月27日 |
| 03   | GAT-X105 Strike + AQM/E-X01 翔翼型攻擊鋼彈 | 2011年4月30日  |
| 04   | MS-06F 量產型薩克                          | 2011年7月23日  |
| 05   | ZGMF-X10A 自由鋼彈                         | 2011年11月19日 |
| 06   | FX550 空中霸者／武器套裝（對應第3彈）      | 2012年2月29日  |
| 07   | RX-178 鋼彈Mk-II（迪坦斯）                 | 2012年4月28日  |
| 08   | RX-178 鋼彈Mk-II（奧干）                   | 2012年5月12日  |
| 09   | ZGMF-X09A 正義鋼彈                         | 2012年7月28日  |
| 10   | MSZ-006 Z鋼彈                              | 2012年11月23日 |
| 11   | ZGMF-X42S 命運鋼彈                         | 2013年4月27日  |
| 12   | GP01                                       | 2013年7月27日  |
| 13   | GP01-FB                                    | 2013年7月27日  |
| 14   | ZGMF-X20A 攻擊自由鋼彈                     | 2013年11月21日 |
| 15   | GN-001 GUNDAM EXIA                         | 2014年4月26日  |
| 16   | MSM-07 夏亞專用茲寇克                      | 2014年7月19日  |
| 17   | XXXG-00W0 飛翼鋼彈零式 EW                  | 2014年12月26日 |
| 18   | GN-0000+GNR-010 00 RAISER                  | 2015年4月29日  |
| 19   | MBF-P02 異端鋼彈紅色機                     | 2015年8月8日   |
| 20   | XXXG-01W 飛翼鋼彈EW版                      | 2016年1月9日   |
| 21   | GNT-0000 00 Qan[T]                         | 2016年5月27日  |
| 22   | MSN-06S 新安州                             | 2016年8月5日   |
| 23   | GAT-X105B/FP 製作攻擊鋼彈全裝備型          | 2016年12月     |
| 24   | MBF-P01-Re2 AMATU 異端鋼彈金色機天蜜娜     | 2017年3月      |
| 25   | RX-0 獨角獸鋼彈（完全可變）                | 2017年8月      |
| 26   | MS-06R2 強尼萊登專用高機動薩克             | 2017年11月     |
| 27   | RX-0[N] 報喪女妖 命運女神型（完全可變）    | 2018年2月      |
| 28   | OZ-00MS 托爾吉斯EW                         | 2018年4月      |
| 29   | MSN-04 沙薩比                              | 2018年8月      |
| 30   | RX-0 全武裝獨角獸鋼彈（完全可變）          | 2018年12月     |
| 31   | XM-X1/F97 骷髏鋼彈X1                       | 2019年5月      |
| 32   | RX-93 ν鋼彈                                | 2019年8月      |
|      | EVA 初號機（RG）                           | 2020年3月      |
| 33   | ZGMF-X56S 威力型脈衝鋼彈                   | 2020年4月      |
|      | EVA 試作零號機（RG）                       | 2020年6月      |
|      | EVA 2號機（先行量產機）                    | 2020年9月      |
|      | EVA 8號機α（WILLE改裝）                    | 2021年1月      |
|      | EVA Mark.06                                | 2021年6月      |
| 34   | MSN-02 吉翁克（Zeong）                     | 2021年1月      |
| 35   | XXXG-01W 飛翼鋼彈                          | 2021年6月      |
| 36   | RX-93-ν-2 Hi-ν鋼彈                         | 2021年9月      |
|      | EVA 3號機（RG）                            | 2021年12月     |
| 37   | GF13-017NJII 神威鋼彈                      | 2022年8月      |
| 38   | OZ-13MS 次代鋼彈                           | 2023年9月      |
| 39   | ZGMF-56E2/α 脈衝鋼彈 Specll                | 2024年2月      |
| 40   | RX-78-2 ver.2.0                            | 2024年8月      |
| 41   | ORB-01 曉                                  | 2024年12月14日 |

### RE 1/100 (REBORN-ONE HUNDRED)
2014年,BANDAI發表了結合HG與MG的優點，以全新1:100規格為主的新系列 - RE 1/100。
取消了MG系列的內部結構，採用HG系列的形式開模成形。擁有和HG系列相同的簡易組裝，但同時獲得了如同MG系列的高還原度外型、高度分色零件即為此系列的最大特色。
到目前為止，此系列主要是以作品中非絕對主要、設定相對較少、曝光度較低之宇宙世紀登場機體作為開模機體。
第一隻：MSN-04II 夜鶯，已於2014年9月上市。
第二隻：鋼彈 MKIII
第三隻：鋼彈試作4号機 卡貝拉 GP-04（ガーベラ）
第四隻：MSK-008 迪傑（Dijeh）
第五隻：MS-08TX (Exam) 伊弗列特·改（Efreet Custom），已於2016年4月上市。
第六隻：AMX-107 巴烏（Bawoo），2016月11月上市。

### 其他系列

#### HiRM (Hi-Resolution Model)
以預先裝組的金屬骨架，配合特殊塗層及隱藏湯口處理技術而製作的高階模型系列。BANDAI 推出此種免除工場併組，改由閣下自由拼裝而品質直逼 MB 的新系列。 HiRM 系列只推出部分機體，
2016年4月上市獵魔鋼彈，
2014年9月上市飛翼鋼彈零式EW，
2018年11月上市異端鋼彈紅色機，
2022年3月上市異端鋼彈紅色機高出力型。

#### HY2M (HYPER HYBRID MODEL)
對應高級模型愛好者的系列，此系列一般都是價格昂貴、限量發售的超大比例模型，如 1/24 的 RX-78-2 GUNDAM、1/12 的 MS-06S ZAKU II 等。1/12 比例的 RX-78-2 GUNDAM，高度達到 1.5米之巨。價格也是達到了驚人的35萬日元。而 HY2M 模型除了 1/12 的比例，主要亦以 1/60 為主。HY2M 的 1/60 模型和 PG 一樣有 Led 燈部件，裝組上亦比 PG 簡單得多。有的還帶有發聲部件，可以通電發出如武器開火、機體啟動的聲音。

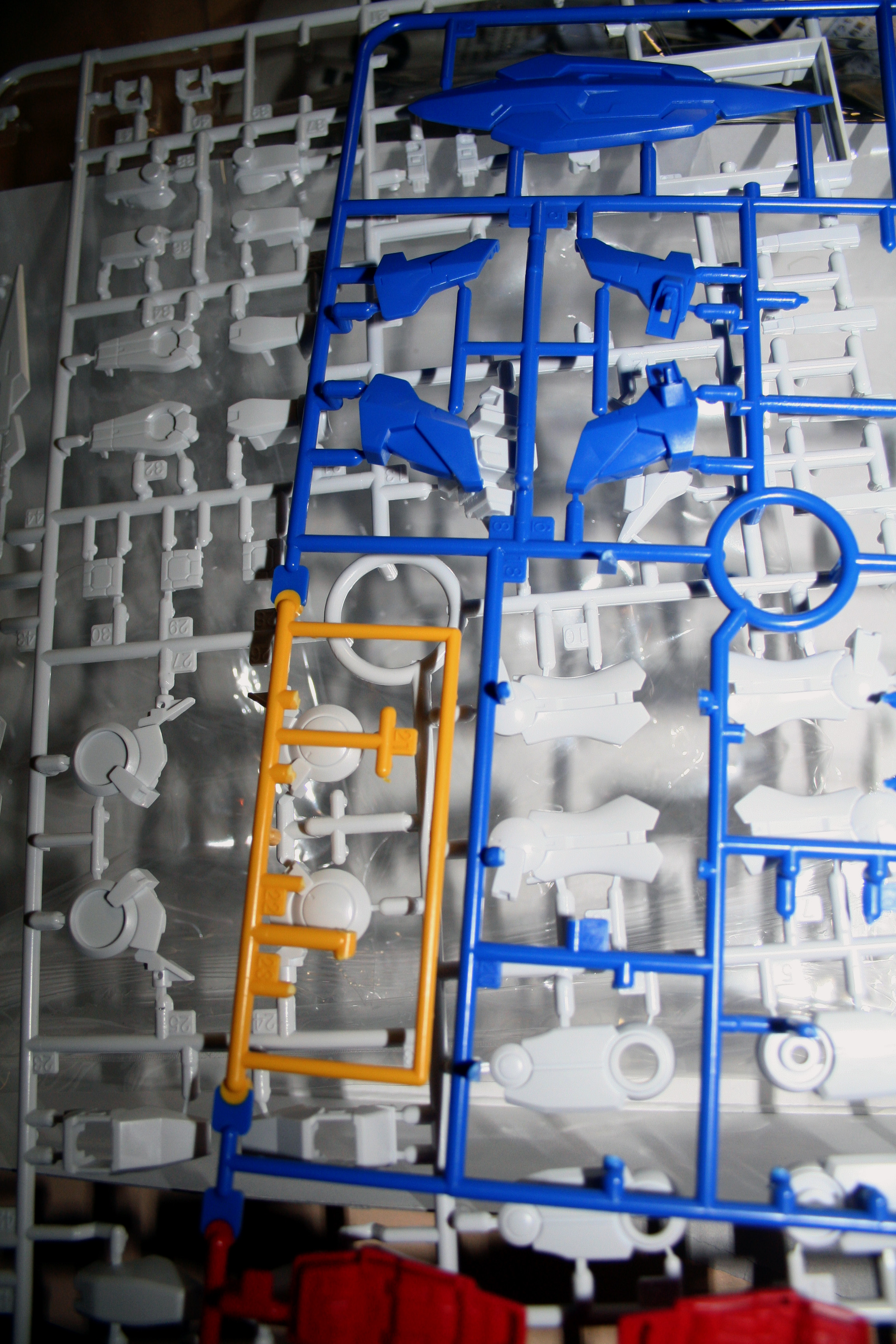
一套分色高達模型的組件

#### SD GUNDAM系列
1987年推出的SD GUNDAM系列，為該系列最早期模型，僅推出六款（RX-78-2鋼彈、Z、ZZ、夏亞專用薩克、德姆、德萊森）。雖然推出時可動關節部件早已面世，然而本系列並無沿用。另外，本系列一大特色，是每款角色均附送一枚可發射BB子彈的大炮，以及獨立標耙一款。價格一般在500日元上下。

#### BB戰士系列
SD高達推出首六款模型後，時值《機動戰士高達 馬沙之反擊》上映，萬代亦推出以電影相關機體的SD版模型。同時因應SD高達動畫OVA推出，角色造型亦大幅改變。除了將三頭身比例壓縮成二頭身，最大改變便是為NU高達及Re-Zel加上雙眼。由於繼承前作，同樣使用BB彈用大炮，所以此本系列稱為「SD高達．BB戰士」，以區分前後兩作，即使後來BB彈先是出於安全理由改為長條子彈，至「超機動大將軍」後，幾乎已完全取消發彈設計，模型愛好者依然會視「BB戰士」為「SD高達」的別稱。最初是單純的原作機體Q版化，後來又從中衍生出將SD機體戰國化的SD武者頑馱無系列模型。
而BB戰士的設計，亦不斷進行改良。先後有「武者七人眾編」中加入可動關節零件，「SDV 光之騎士」系列開始加進多成形成設計，「SD高達外傳 圓桌騎士編股關節改用球型設計、「新SD戰國傳 傳說之大將軍篇」首次重現踢腿、可動手腕及腰肢。「新SD戰國傳 七人之超將軍篇」除了首次出現原版比例角色「機動武者大鋼」及「霸道武者魔殺驅」，登場角色採用布紋貼紙、鎖鏈、金銀色電鍍件等物料。「並在包裝上加上了「SD Gundam GENERATION-ZERO」的LOGO，新的BB戰士在頭身比例上由過去的2.5頭身變為3頭身，不僅分色進一步加強，而且一部分也開始擁有了內構。後來由於SD Gundam GENERATION-ZERO分化出了另一個SD模型系列，BB戰士改為「SD Gundam G GENERATION-F」。2002年起，BB戰士系列又重新開始使用有腿部的設計，此時開始包裝LOGO變為「SD Gundam G GENERATION NEO」直到2004年的第264號GAT-X207 Blitz變為「SD Gundam G GENERATION SEED」為止。而2005年開始推出的SEED Destiny系列的BB戰士停止使用SD Gundam G GENERATION標識。

#### SD GUNDAM G世紀ZERO 系列
隨著BB戰士的改版，1999年起繼續使用舊BB戰士的2.5頭身風格的SDGUNDAMG世紀ZERO系列開始發售，這個系列中最初的一部分產品均是早期BB戰士的復刻版，所以無論是結構還是分色素質都比較低下，後期也開始運用新技術推出了早期BB戰士中所不包含的機體，但頭身比例依舊為2.5頭身。所以G世紀ZERO系列的「身材」與BB戰士相比顯得更Q一些。

### 成品模型
包含GFFMC、HCM pro、Robot魂、Metal Robot魂、Metal build等系列，是不需拼裝的成品模型。優點是外觀經過塗裝、武器配置較為豐富，有更多特殊裝備、玩法等，定位較高的Metal build和Metal Robot魂、GFFMC系列更有合金骨架，也能避免機體因大型裝備造成的關節無法把持問題，但缺點是但金屬關節經過長時間也會有更嚴重的磨損。

## 逸話
2019年9月，為了感謝上海市公安局打擊盜版GUNPLA保護了公司利益的貢獻，萬代公司製造了全球只有一台的特別版“电镀金色觉醒独角兽高達”（1/48的Mega Size）附加特製底座，贈送給公安局。

## 外部連結
- BANDAI HOBBY SITE
- バンダイスピリッツ ホビー事業部的Facebook專頁